# Houghia nigripalpis
Houghia nigripalpis är en tvåvingeart som beskrevs av Henry Jonathan Reinhard 1967. Houghia nigripalpis ingår i släktet Houghia och familjen parasitflugor.
Artens utbredningsområde är Arizona. Inga underarter finns listade i Catalogue of Life.